# Les Rivières pourpres 2 : Les Anges de l'apocalypse
Série
Les Rivières pourpres
(2000)
Pour plus de détails, voir Fiche technique et Distribution.
Les Rivières pourpres 2 : Les Anges de l'apocalypse est un  film franco-italo-britannique réalisé par Olivier Dahan et sorti en 2004.
Il fait suite au film Les Rivières pourpres (2000) de Mathieu Kassovitz, lui-même adapté d'un roman de Jean-Christophe Grangé. Cette suite s'appuie cependant sur un scénario original écrit par Luc Besson.
Le film débute par une sombre nuit d'orage en Lorraine, où un nouveau frère vient s'installer au monastère montaniste local. Malgré les protestations du père supérieur, il choisit pour chambre la cellule 13 du monastère, habituellement non utilisée par superstition mais alors qu'il cloue son crucifix au mur, du sang en sort et vient souiller l'objet de culte.

## Synopsis
Le commissaire Niemans - récemment revenu de sa mission dans les Alpes - ainsi qu'une équipe de la police scientifique débarquent au monastère. Ils mettent au jour un cadavre effectivement emmuré derrière le mur de la cellule 13. L'identification de la victime oriente vite Niemans vers une petite communauté de croyants de la région, anciens propriétaires du monastère montaniste, et dont les membres se sont éparpillés, ou ont disparu.
Presque au même moment, une série de meurtres sauvagement perpétrés a lieu, tous commis par d'étranges individus revêtus de bures de moine. Ces meurtres semblent à première vue n'avoir aucun lien les uns avec les autres, jusqu'au moment où le capitaine Reda et son équipe, eux aussi de retour d'une mission particulièrement musclée, renversent en voiture le sosie de Jésus, blessé et délirant. L'homme est vite emmené à l'hôpital mais son état de santé mentale empêche tout interrogatoire.
En visite à l'hôpital, le capitaine Reda tombe nez-à-nez avec un des mystérieux individus en bure au moment où celui-ci vient de débrancher les appareils respiratoires de "Jésus". S'ensuit une violente course poursuite entre l'individu, mu par une agilité et une force incroyables, et Reda qui, s'il lui tient tête un moment, finit par s'avouer vaincu et, à bout de force, laisse filer le suspect.
À son retour à l'hôpital, Reda tombe cette fois sur le commissaire Niemans qui, en remontant la piste du cadavre du monastère, s'est finalement rendu chez l'épouse d'un des disparus, qui lui a à son tour remis une photographie sur laquelle tous les membres de la communauté sont représentés : les douze membres de celle-ci se tiennent de façon similaire au tableau de La Cène.
Les deux hommes décident alors de coopérer sur l'enquête et, pour mieux comprendre la mystique religieuse qui entoure toute cette affaire, s'adjoignent les compétences d'une jeune policière experte en affaires religieuses, Marie. Les membres de la communauté de croyants avaient, en effet, cette particularité de porter non seulement les mêmes noms que les 12 apôtres du Christ, mais aussi d'exercer les mêmes métiers que ceux-ci. Niemans, Reda et Marie se mettent donc en quête des anciens membres de la communauté et font bientôt le rapprochement avec les différents meurtres perpétrés par les individus habillés en moine. Cherchant à protéger les derniers témoins en vie de cette communauté, Niemans et Reda sont impuissants à arrêter les tueurs revêtus de bure qui réussissent à récupérer un objet important comme la clé du tombeau de Lothaire II et manquent à plusieurs reprises de se faire tuer.
Mais en dépit de cela, plusieurs certitudes finissent par germer dans leur esprit. Le monastère semble tout d'abord bien être la clé de toute l'affaire. Restauré plusieurs années auparavant par les ex-membres de la communauté de croyants, le monastère aurait un lien avec la légende locale du tombeau de Lothaire II qui serait situé dans la région. La légende précise que le neveu de Louis le Pieux, Bernard d'Italie, se serait enfui de Rome après avoir pillé le trésor de l'Église. Il aurait remis ce trésor à Lothaire Ier, qui l'aurait transmis ensuite à son fils, Lothaire II. Celui-ci aurait été enterré avec le fameux trésor, « le plus beau qu'un chrétien puisse souhaiter ».
De plus, alors qu'il remontait la piste du cadavre du monastère et de ses anciens compagnons jusqu'à un fort de la ligne Maginot, Niemans a pu constater que les anciens souterrains offraient une cachette idéale pour les moines en cas de fuite et que les anciennes casemates dissimulées en pleine forêt étaient pour certaines encore opérationnelles - il échappe d'ailleurs de peu à la mort, sa voiture étant criblée de balles.
Les deux hommes organisent donc dès le lendemain une fouille méthodique du monastère qui, malheureusement, n'aboutit à rien mais qui les amène à "rencontrer" le ministre allemand délégué aux affaires religieuses en visite sur place. Grâce à Marie, les deux hommes arrivent à confondre le père supérieur qui leur avoue l'ouverture prochaine du tombeau de Lothaire II avant de mourir. Conforté dans sa théorie, Niemans en déduit alors l'existence d'un passage (puits), situé dans le clocher du monastère, menant au tombeau. C'est ce secret, découvert par la communauté de croyants, qui leur a coûté la vie.
La nuit venue, un groupe d'hommes armés s'introduit dans la ligne Maginot au moment même où Niemans et Reda descendent en rappel dans le clocher du monastère. Les policiers débouchent quelques instants plus tard sur un ancien cantonnement de la ligne Maginot et ont à peine le temps d'y découvrir un arsenal de guerre qu'ils sont brutalement pris sous les tirs d'armes lourdes puis capturés.
Le ministre allemand leur explique peu après qu'il avait lui-même trouvé une des entrées du tombeau dans la ligne Maginot alors qu'il était jeune officier mais qu'il n'avait, à l'époque, pu pousser plus loin ses investigations. Maintenant en possession de la clé du tombeau, il s'apprête à l'ouvrir en dépit des avertissements de Niemans, le "trésor" de Lothaire II étant piégé : le tombeau est alors instantanément inondé. Niemans et Reda réussissent de justesse à s'en sortir grâce aux produits dopants utilisés par les moines pour décupler leur force mais le ministre allemand, moins chanceux, se suicide dans le tombeau avant d'être noyé.

## Fiche technique
Sauf indication contraire, les informations mentionnées dans cette section peuvent être confirmées par la base de données cinématographiques IMDb,  présente dans la section « Liens externes ».
- Titre original et québécois : Les Rivières pourpres 2 : Les Anges de l'apocalypse
- Titre international : Crimson Rivers 2: Angels of the Apocalypse
- Réalisation : Olivier Dahan
- Scénario : Luc Besson, d'après des personnages créés par Jean-Christophe Grangé
- Musique : Colin Towns et Frankii Elliott
- Direction artistique : Alexis McKenzie Main
- Décors : Olivier Raoux
- Costumes : Chattoune
- Photographie : Alex Lamarque
- Son : Laurent Zeilig, Marc Doisne, Jean-Paul Hurier, Pascal Villard
- Montage : Richard Marizy
- Production : Alain Goldman
  - Coproduction : Luc Besson
  - Productrice associée : Catherine Morisse
- Sociétés de production[1] :
  - France : Légende Entreprises, EuropaCorp, TF1 Films Production et Studiocanal
  - Italie : Filmauro
  - Royaume-Uni : Epica Ltd.
- Société de distribution : TVA Films
- Budget : 20 970 000 €[2]
- Pays de production :  France,  Italie,  Royaume-Uni
- Langues originales : français, italien, allemand
- Format[3] : couleur - 35 mm - 2,35:1 (Cinémascope) (Panavision) - son DTS | Dolby Digital
- Genre : policier, action, thriller
- Durée : 100 minutes
- Dates de sortie[4] :
  - France, Belgique, Suisse romande : 18 février 2004
  - Italie : 26 mars 2004
  - Québec : 27 août 2004[5]
  - Royaume-Uni : 25 avril 2005 (sortie directement en DVD)
- Classification[6] :
  - France : interdit aux moins de 12 ans[7],[Note 1].
  - Italie : tous publics (T - film per tutti)[8]
  - Royaume-Uni : interdit aux moins de 15 ans (15 - Suitable only for 15 years and over)[9]
  - Belgique : interdit aux moins de 16 ans (KNT/ENA : Kinderen Niet Toegelaten  / Enfants Non Admis)[10],[11],[Note 2]
  - Suisse romande : interdit aux moins de 16 ans[12]
  - Québec : 13 ans et plus - violence (13+ / 13 years and over)[5]

## Distribution
- Jean Reno : le commissaire Pierre Niemans
- Benoît Magimel : le capitaine Reda
- Christopher Lee : Heinrich von Garten
- Camille Natta : Marie
- Johnny Hallyday : l'ermite borgne
- Gabrielle Lazure : la femme de Philippe
- Augustin Legrand : Jésus
- Serge Riaboukine : Père Vincent
- André Penvern : Père Dominique
- Cyril Raffaelli : l'homme mystérieux
- Francis Renaud : adjoint du capitaine Reda
- David Saracino : adjoint du capitaine Reda
- Michaël Abiteboul : un flic
- Eriq Ebouaney : un flic
- Jo Prestia : Emilio
- Mylène Jampanoï : Pénélope
- Éric Chevallier : Mathieu
- Nikita Samaha : Mathilde, l'infirmière
- Victor Garrivier : le vieux gardien
- Olivier Brocheriou : Barthélémy
- Wilfred Benaïche : le prêtre apôtre
- Ludovic Schoendoerffer : l'assistant de la scène de crime
- Idit Cebula : la mère de Kevin
- Marc Henry : le nouveau moine
- Thierry Liagre : le patron au café
- Gilles Treton : le flic en faction
- Frédéric Maranber : le chef de chantier
- Nicolas Simon : un policier
- Fosco Perinti : l'homme en costume
- Frédéric Merlo : le médecin
- Thierry Der'ven : le commandant
- Christophe Lavalle : l'ouvrier de la ligne Maginot
- Enrico Di Giovanni : l'Italien
- Jean-François Gallotte : le directeur du supermarché
- Aytl Jensen : Prêtre tueur 2
- Carole Fremery : Policier

## Production
Le premier film était une adaptation du roman du même nom de Jean-Christophe Grangé. Ce dernier est initialement associé au projet par le producteur Alain Goldman qui lui demande une intrigue originale pour la suite. Cependant, l'auteur peine à trouver des idées. Lors du festival de Cannes, il rencontre Luc Besson et lui fait part de son problème. Quelques semaines plus tard, Luc Besson — qui a fait des recherches sur la ligne Maginot et sur Lothaire —, propose une idée de scénario. Il participe également à la distribution du film via sa société EuropaCorp Distribution.

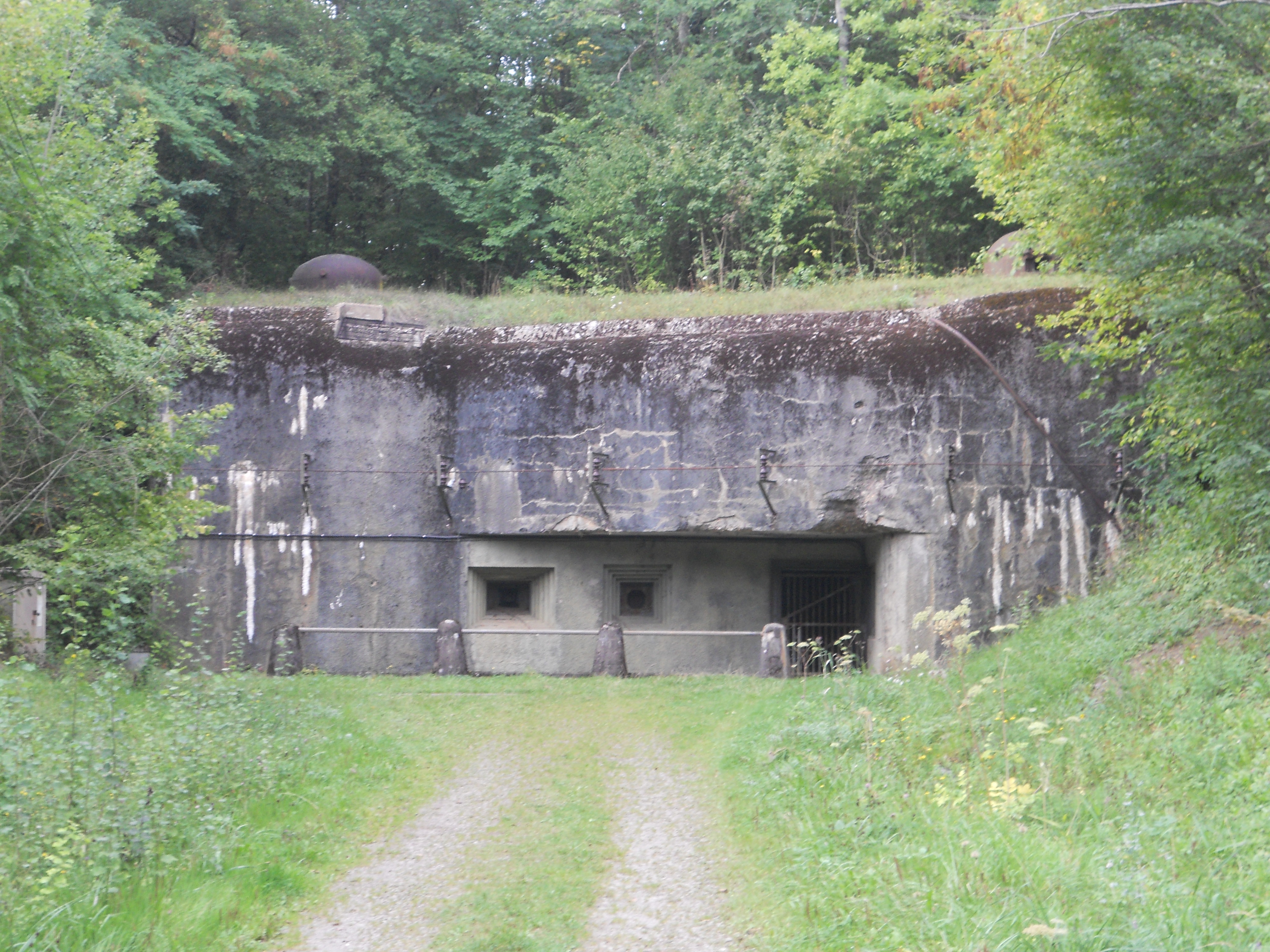
Entrée des hommes de l'Ouvrage de Fermont

Plusieurs scènes du film ont été tournées dans l'ancien bassin minier de Lorraine : dans les galeries de l'Ouvrage de Fermont, ouvrage de la ligne Maginot, ainsi qu'autour de l'église Sainte-Barbe de Crusnes (Meurthe-et-Moselle). Les scènes du commissariat sont tournées à Longwy dans les grands bureaux de Senelle, un imposant bâtiment qui abritait l'administration d'une grande usine sidérurgique. La course-poursuite entre Reda et le mystérieux cagoulé a été tournée aux alentours de l'ancienne usine Terres Rouges d'Esch-sur-Alzette, au Luxembourg.
Des scènes ont également été tournées sur le Plateau des Mille Étangs (Haute-Saône) dans les secteurs de Servance et de Beulotte-Saint-Laurent tandis que les scènes du monastère ont été tournées en Auvergne, dans l'abbaye de Lavaudieu et l'abbaye de Mègemont toutes les deux datant respectivement du XIe siècle et du XIIIe siècle. Le tournage a également eu lieu en Bavière et dans les studios de Bry-sur-Marne.
En plus de la musique originale de Colin Towns, le film contient deux morceaux du groupe The Stooges : No Fun et I Wanna Be Your Dog.

## Accueil

### Accueil critique
En France, le film obtient une note moyenne de 2,8⁄5 sur le site AlloCiné, qui recense 20 titres de presse.

« Suite de l'adaptation cinématographique à succès du roman « Les Rivières Pourpres » (2000), celui-ci surpasse le premier volet en termes de rythme, d'action et d'effets superficiels, mais manque de cohérence en termes de contenu et de crédibilité religieuse et politique. »

— Lexikon des internationalen Films

« Dans la suite du thriller, Seven" rencontre X-Files… et la cohérence meurt de mille morts. »

— Cinema (de)

« Ils y ont essayé de reproduire parfaitement l'atmosphère sombre de leur prédécesseur à succès : des meurtres brutaux, des images sombres et des enquêteurs coriaces. Mais si le premier film a pénétré les [sombres] profondeurs de l'âme humaine d'une manière incroyablement captivante, il ne reste ici qu'une histoire absconse sur un culte apocalyptique, des ruptures logiques et une série d'incohérences qui deviennent vite plus agaçantes qu'effrayantes. »

— Prisma (de)

### Box-office
| Pays ou région    | Box-office        | Date d'arrêt du box-office | Nombre de semaines |
| ----------------- | ----------------- | -------------------------- | ------------------ |
| États-Unis Canada | 152 148 $         | -                          | -                  |
| France            | 2 090 248 entrées | 24 mars 2004               | 6                  |
| Total mondial     | 40 152 148 $      | -                          | -                  |

## Distinctions
- NRJ Ciné Awards 2004 : nomination au prix de la meilleure réplique[22].

## Autour du film

### Projet de suite
Une trilogie Les Rivières pourpres était initialement envisagée. Un troisième film, probablement titré Les Rivières pourpres 3 : les armes de l'ombre devait en effet être mise en scène par Florent-Emilio Siri. Le producteur Alain Goldman voulait aborder la saga comme Alien : « J'ai songé à ce qui s'était passé avec Alien. Quatre films, quatre visions d'un univers commun. Ridley Scott, James Cameron, David Fincher et Jean-Pierre Jeunet s'étaient succédé pour offrir leur version à travers une base commune. Cette démarche m'a inspiré. » Le film ne sera finalement pas développé. Une série télévisée sera par ailleurs diffusée dès 2018.